# Warren Mitchell
Warren Mitchell, nato Warren Misell (Londra, 14 gennaio 1926 – Londra, 14 novembre 2015) è stato un attore britannico naturalizzato australiano, vincitore di un BAFTA e due Laurence Olivier Award.
Per la sitcom Till Death Us Do Part vinse il BAFTA al miglior attore televisivo nel 1967.

## Biografia
È stato un apprezzato interprete teatrale, soprattutto delle opere di Arthur Miller e Harold Pinter. Per la sua interpretazione in Morte di un commesso viaggiatore al Royal National Theatre vinse il Laurence Olivier Award al miglior attore nel 1979 e nel 2004 vinse il Laurence Olivier Award alla miglior performance in un ruolo non protagonista per The Price all'Apollo Theatre. Lo stesso Arthur Miller lodò la performance di Mitchell nel ruolo di Willy Loman, il protagonista di Morte di un commesso viaggiatore, e la definì una delle più grandi interpretazioni della parte.
È stato sposato con Constance M. Wake dal 1951 alla morte e la coppia ha avuto tre figli.

## Filmografia parziale

### Cinema
- Manuela, regia di Guy Hamilton (1957)
- Il capitano soffre il mare (Barnacle Bill), regia di Charles Frend (1957)
- I mostri delle rocce atomiche (The Trollenberg Terror), regia di Quentin Lawrence (1958)
- Un alibi (troppo) perfetto (Two-Way Stretch), regia di Robert Day (1960)
- L'assassino è alla porta (Hell Is a City), regia di Val Guest (1960)
- Pacco a sorpresa (Surprise Package), regia di Stanley Donen (1960)
- L'implacabile condanna (The Curse of the Werewolf), regia di Terence Fisher (1961)
- Entrate senza bussare (Don't Bother to Knock), regia di Cyril Frankel (1961)
- La primavera romana della signora Stone (The Roman Spring of Mrs. Stone), regia di José Quintero (1961)
- 5 ore violente a Soho (The Small World of Sammy Lee), regia di Ken Hughes (1963)
- Assedio alla Terra (Unearthly Stranger), regia di John Krish (1963)
- La spia che venne dal freddo (The Spy Who Came in from the Cold), regia di Martin Ritt (1965)
- Help!, regia di Richard Lester (1965)
- Madra... il terrore di Londra (The Night Caller), regia di John Gilling (1965)
- Spogliarello per una vedova (Promise Her Anything), regia di Arthur Hiller (1966)
- Questa pazza, pazza, pazza Londra (The Sandwich Man), regia di Robert Hartford-Davis (1966)
- Arrivederci, Baby! (Drop Dead Darling), regia di Ken Hughes (1967)
- I ribelli di Carnaby Street (The Jokers), regia di Michael Winner (1967)
- Diamanti a colazione (Diamonds for Breakfast), regia di Christopher Morahan (1968)
- Assassination Bureau (The Assassination Bureau), regia di Basil Dearden (1969)
- Il club dei libertini (The Best House in London), regia di Philip Saville (1969)
- Luna zero due (Moon Zero Two), regia di Roy Ward Baker (1969)
- Sole rosso sul Bosforo (Innocent Bystanders), regia di Peter Collinson (1972)
- Jabberwocky, regia di Terry Gilliam (1977)
- Stand Up, Virgin Soldiers, regia di Norman Cohen (1977)
- Incontri con uomini straordinari (Meetings with Remarkable Men), regia di Peter Brook (1979)
- Medico per forza (Foreign Body), regia di Ronald Neame (1986)

### Televisione
- Il Santo (The Saint) – serie TV, 3 episodi (1962-1963)
- Agente speciale (The Avengers) – serie TV, 4 episodi (1963-1967)
- Till Death Us Do Part – serie TV, 56 episodi (1966-1975)

## Doppiatori italiani
- Gino Baghetti in I mostri delle rocce atomiche
- Renato Mori in Sole rosso sul Bosforo